# Knight of Cups
Knight of Cups es una película estadounidense de 2015 catalogada como drama romántico, escrita y dirigida por Terrence Malick y producida por Nicolas Gonda y Sarah Green.
Estuvo en postproducción desde mayo de 2013.
Los distribuidores confirmaron que se estrenaría en 2015.
El estreno mundial tuvo lugar en febrero de 2015, en el 65.º Festival Internacional de Cine de Berlín.
El título alude al naipe que en la baraja española y en otras latinas, y en el tarot, es llamado caballo de copas, que equivale a la dama de corazones de la baraja francesa.
El tráiler se lanza junto a la siguiente historia:

Había una vez un príncipe cuyo padre, el rey del Este, le envió a Egipto para buscar una perla. Pero cuando el príncipe llegó a su destino, le invitaron a beber de una copa y, cuando lo hizo, olvidó que era el hijo de un rey, olvidó la perla y cayó en un profundo sueño.

## Argumento
Un guionista ―Rick (representado por Christian Bale)― residente en Los Ángeles trata de encontrar sentido a su vida.
Rick es un esclavo del sistema de Hollywood. Es adicto al éxito, pero al mismo tiempo se desespera por el vacío en su vida. Está en casa, se encuentra en un mundo de ilusiones, pero a la vez persigue una vida real. Igual que la carta de tarot que da nombre al título, Rick es aburrido y necesita un estímulo del exterior. Pero el «caballo de copas» es también un artista, un romántico y un aventurero.
En la séptima película de Terrence Malick la cámara se desliza y acompaña,,, una vez más un héroe atormentado en su búsqueda del sentido de la vida. Una voz en off se sobrepone a unas imágenes que también buscan su propia autenticidad. Y una vez más, Malick articula un mundo que se tambalea. Su sinfonía de imágenes contrasta con una arquitectura fría, funcional, y con la belleza eterna de la naturaleza. Al monólogo interior de Rick se le unen las voces de las mujeres que se cruzan en su camino; mujeres que representan diferentes principios en la vida: mientras una vive en el mundo real, la otra encarna la belleza y la sensualidad. ¿Qué camino elegirá Rick? En la ciudad de Los Ángeles y el desierto que la rodea, ¿encontrará su propio camino?

## Reparto
- Christian Bale: Rick
- Cate Blanchett: Nancy
- Natalie Portman: Elizabeth
- Brian Dennehy: Joseph
- Antonio Banderas: Tonio
- Isabel Lucas: Isabel
- Freida Pinto: Helen
- Wes Bentley: Barry
- Teresa Palmer: Karen
- Imogen Poots: Della
- Armin Mueller-Stahl: Fr. Zeitlinger
- Jason Clarke: Johnny
- Ryan O'Neal: Ryan
- Kevin Corrigan: Gus
- Clifton Collins Jr.: Jordan
- Shea Whigham: Jim
- Joe Manganiello: Joe
- Ben Kingsley: (voz)
- Dane DeHaan: Paul